# Laraki Fulgura
Laraki Fulgura (с лат. — «Молнии») — купе класса Gran Turismo фирмы Laraki, первый африканский спорткар. Концепт-кар был представлен в 2002 году на женевском моторшоу, серийная версия была показана там же в 2003 году. В 2005 году автомобиль претерпел «косметические» изменения. Стоимость «Молнии» составляет $555,750.